# تپه آتا کیشی
تپه آتا کیشی مربوط به دوره اشکانیان است و در شهرستان نیر، بخش مرکزی، دهستان دورسون خواجه، روستای اسلام‌آباد واقع شده و این اثر در تاریخ ۱۵ دی ۱۳۸۷ با شمارهٔ ثبت ۲۳۹۹۵ به‌عنوان یکی از آثار ملی ایران به ثبت رسیده است.